# Кипець великоцвітий
Кипець великоцвітий (Koeleria macrantha) — вид рослин з родини злакових (Poaceae), поширений у Марокко, Європі, Азії, Канаді, США.

## Опис
Багаторічна рослина; старі базальні піхви паперові, стійкі навколо кожної основи порожнистого стебла. Стебла жорсткі, прямостійні, 5–60 см заввишки, шерстисті, особливо нижче волоті, 2–3-вузлові. Листові піхви голі або запушені; листові пластини сірувато-зелені, зазвичай згорнуті, іноді плоскі, завдовжки до 30 см, шириною 1–2 мм, запушені або на верхній поверхні голі; лігула 0.2–2 мм. Волоть лінійно-довгастий у контурі, сріблясто-зелена або пурпурових відтінків, вісь і гілки шерстисті. Колоски 3–7 мм, квіточок 2–3(4).

## Поширення
Поширений у Марокко, Європі, Азії, Канаді, США.